# Polskie Stowarzyszenie Racjonalistów
Polskie Stowarzyszenie Racjonalistów (PSR) – stowarzyszenie o charakterze filozoficzno-naukowym, światopoglądowym i etycznym zrzeszające osoby o światopoglądzie racjonalistycznym. Powstało w oparciu o społeczność wirtualną zgromadzoną wokół portalu Racjonalista.pl. Stowarzyszenie założył i pierwszym prezesem był Mariusz Agnosiewicz. PSR zostało wpisane do KRS 6 lipca 2005 roku.
PSR jest członkiem Polskiej Federacji Humanistycznej oraz IHEYO. W grudniu 2010 roku Stowarzyszenie liczyło około 230 członków.
W latach 2005–2006 powstaniu Stowarzyszenia towarzyszyło wiele trudności stawianych przez administrację publiczną. 26 kwietnia 2005 złożono wniosek o rejestrację w KRS, który początkowo został częściowo uznany, po czym 23 listopada 2005 sąd odmówił rejestracji w efekcie protestu złożonego przez Urząd Miejski we Wrocławiu, jednak po wygranej apelacji Stowarzyszenie zostało ostatecznie wpisane do rejestru 10 listopada 2006.

## Cele
Zgodnie ze statutem Stowarzyszenia jego celami są:
1. zrzeszanie i integracja polskiej społeczności o poglądach racjonalistycznych w związek zdolny do podejmowania działań na rzecz społecznego upowszechniania i umacniania samodzielnego i krytycznego myślenia, rozumowego i naukowego poznawania i wyjaśniania otaczającego świata;
2. rozwijanie i krzewienie światopoglądu opartego na wiedzy naukowej, rozumie, doświadczeniu, oraz etyce świeckiej i humanistycznej;
3. rozwijanie postaw tolerancyjnych, zwalczanie uprzedzeń i wspieranie idei społeczeństwa otwartego;
4. przeciwdziałanie szerzeniu się szkodliwych stereotypów wpływających na ograniczenie indywidualnego rozwoju człowieka oraz działanie na rzecz realizacji wolności jednostki w ramach obowiązującego prawa;
5. popularyzacja nauki i metody naukowej; obrona wizerunku nauki w społeczeństwie przed współczesnymi próbami dyskredytacji i deformowania; propagowanie społecznego znaczenia nauki oraz działanie na rzecz jej dowartościowania jako priorytetu publicznego;
6. działanie na rzecz rozwoju społeczeństwa wiedzy (informacyjnego);
7. działanie na rzecz wyeliminowania wpływu irracjonalnych ideologii na ustawodawstwo państwowe, rozwój nauki, działalność artystyczną i obyczajowość;
8. działanie na rzecz rozdziału kościołów od państwa oraz neutralności światopoglądowej państwa;
9. obrona interesów członków Stowarzyszenia, w ramach posiadanych możliwości, przed presją ideologiczną, polityczną i społeczną ograniczającą swobodę myślenia, działania, rozwój nauki, kultury, sztuki; wspieranie i obrona praw osób dyskryminowanych, pośrednio lub bezpośrednio, w szczególności na tle światopoglądu, orientacji seksualnej, narodowości, rasy, pochodzenia etnicznego oraz płci, a także pomoc w realizacji własnych praw;
10. propagowanie postaw twórczych, aktywnych, zaangażowania społecznego i obywatelskiego; działalność na rzecz rozwoju i realizacji zainteresowań, wiedzy i horyzontów umysłowych swych członków.

## Struktura organizacyjna
PSR ma typową strukturę organizacyjną dla stowarzyszeń ogólnokrajowych. Na szczeblu centralnym organem reprezentacji jest Zarząd Główny, organem kontroli Główna Komisja Rewizyjna. Inne ciała statutowe to Główny Sąd Koleżeński oraz Rzecznik Etyki Członkowskiej. Na szczeblu lokalnym można powoływać nieposiadające własnej osobowości prawnej oddziały i ośrodki. W kwietniu 2012 istniały oddziały: dolnośląski, krakowski, szczeciński, warszawski i poznański.
Prezesi Zarządu Głównego
- Mariusz Agnosiewicz
- Małgorzata Leśniak
- Paweł Gliński
- Jacek Tabisz
- Kaja Bryx

Obecni członkowie Zarządu Głównego
- prezeska – Kaja Bryx
- wiceprezes/ sekretarz – Jacek Tabisz
- wiceprezes/ skarbnik – Kamil Gaweł
- członek zarządu – Robert Śliwa

Oprócz tego w ramach Stowarzyszenia funkcjonuje pozastatutowy Komitet Honorowy, do którego należeli lub należą:
- Andrzej Rusław Nowicki – filozof i historyk filozofii.
- Adam Urbanek – były wiceprezes PAN, paleontolog, biolog ewolucyjny
- Jerzy Drewnowski – filozof, etyk, historyk nauki
- Jan Woleński – filozof, logik

## Działalność
Stowarzyszenie prowadzi szereg różnego rodzaju działań związanych ze swoimi celami statutowymi. Są to m.in.:
- Internetowa Lista Ateistów i Agnostyków – kampania społeczna polegająca na dobrowolnej deklaracji publicznej, że jest się ateistą bądź religijnym agnostykiem, mająca na celu promocję społeczną oraz afirmację osób niewierzących, obalanie stereotypów na temat osób niewierzących oraz integrację polskiego środowiska ateistycznego agnostycznego[6].
- Propagowanie ceremonii humanistycznych – według terminologii stosowanej przez Stowarzyszenie jest to zespół świeckich ceremonii obejmujących wszystkie przełomowe momenty w życiu człowieka, które ten chciałby szczególnie uhonorować: ceremonia nadania imienia (powitania w rodzinie), ceremonia rozkwitu, ślub humanistyczny, pogrzeb humanistyczny[7]. W ramach propagowania tej idei Stowarzyszenie prowadzi m.in. dedykowaną stronę internetową na ten temat[8].
- Etyka w szkole – projekt Warszawskiego Oddziału Stowarzyszenia, którego celem jest wspieranie nauczycieli, młodzieży i rodziców w zakresie przedmiotów szkolnych z grupy „Edukacja Obywatelska”, a szczególnie pomoc w wypracowaniu materiałów pomocniczych do nauki etyki[9]. W ramach projektu jest m.in. prowadzona dedykowana mu strona internetowa, zawierająca materiały edukacyjne udostępniane na licencji CC-BY-SA 3.0[10].
- Wszechnica Oświeceniowo-Racjonalistyczna – cykl spotkań na „gorące tematy” organizowany przez Krakowski Oddział Stowarzyszenia[11].
- Wrocławskie Forum Wolnej Myśli – projekt oddziału wrocławskiego polegający na organizacji regularnych, cotygodniowych otwartych spotkań dyskusyjnych na rozmaite tematy, poprzedzonych krótkimi prelekcjami lub dłuższymi wykładami[12]. Istotą projektu jest nie tylko bierne uczestnictwo, ale wyrabianie w uczestnikach samodzielnego myślenia i umiejętności dyskusji merytorycznej.
- Renegocjujmy konkordat – akcja zbierania podpisów pod petycja w sprawie uchylenia artykułu 12 ust. 1 Konkordatu zawartego między Stolicą Apostolską a Rzecząpospolitą Polską dotyczącego organizacji lekcji religii w szkołach państwowych. Bezpośrednią przyczyną akcji była sprawa prawa do przekazywania danych osobowych uczniów szkół przez katechetów do kurii biskupich[13].
- Anty-obibok – akcja mająca na celu promowanie postawy wolnomyślicielskiej poprzez odnajdywanie i uświadamianie wątków wolnomyślicielskich (laickich, racjonalistycznych, humanistycznych, ateistycznych) w kulturze oraz uprawianie i propagowanie kultury fizycznej jako konsekwencji racjonalnego trybu życia[14]. Aktywnym koordynatorem akcji jest miłośnik turystyki i wiceprezes oddziału warszawskiego PSR w 2013 roku, Marek Łukaszewicz.
- Rzekomy cud w Sokółce – Polskie Stowarzyszenie Racjonalistów zgodnie z racjonalistyczno-sceptycznym światopoglądem zajęło krytyczne stanowisko ws. zdarzenia w Sokółce[15][16]. Oburzająca środowiska katolickie akcja, sugerując możliwość popełnienia zabójstwa dla uzyskania ludzkiego mięśnia sercowego, była koordynowana przez ówczesną prezeskę PSR Małgorzatę Leśniak i redaktora naczelnego portalu Racjonalista.pl, Mariusza Agnosiewicza.
- Dzień Darwina – akcja mająca na celu promowanie myśli ewolucjonistycznej[17].
- Bilbord ateistyczny – akcja zainicjowana przez Fundację Wolność od Religii. Do zbiórki funduszy przyłączyło się Polskie Stowarzyszenie Racjonalistów[18]. Akcja 2013 miała już swoją przedpremierę w Gliwicach 1 maja, PSR objął ją patronatem medialnym.
- Dni Świeckości – w organizowanych przez krakowskie porozumienie Koalicja Postęp i Świeckość członkowie i sympatycy Polskie Stowarzyszenie Racjonalistów biorącą udział w Dniach Świeckości. W czasie Dni Świeckości odbywają się odczyty, dyskusje, wystawy etc a punktem kulminacyjnym jest przemarsz ulicami Krakowa[19]
- Łyszczyński Wraca do Miasta – projekt mający na celu przybliżenie sylwetki pierwszego polskiego ateisty skazanego (wyrok wykonano) na karę śmierci za ateizm[20]. W marcu 2013 roku odbyły się w Warszawie obchody Rocznicy Śmierci Kazimierza Łyszczyńskiego, w postaci inscenizacji historycznej na Krakowskim Przedmieściu i Rynku Warszawskim. Materiały z inscenizacji zostały ujęte w anglojęzyczny reportaż przez Zenona Kalafaticza i dostarczone Fundacji Dawkinsa.
- Dni Przyszłości – mające na celu promowanie pozytywnej i opartej na nauce i świeckim humanizmie wizji przyszłości. Jak dotychczas odbyły się dwukrotnie we Wrocławiu. W roku 2013 towarzyszył im konkurs plastyczny dla dzieci z nagrodami[21].
- Wizyty racjonalistów i wolnomyślicieli
- Sanal Edamaruku – w pierwszych trzech tygodniach lipca 2012 roku odbyła się na zaproszenie PSR i portalu Racjonalista.pl wizyta przewodniczącego Indyjskiego Stowarzyszenia Racjonalistów, Sanala Edamaruku. Głównymi koordynatorami projektu był prezes PSR Jacek Tabisz i prezeska oddziału wrocławskiego PSR Kaja Bryx. Szczególnie istotna rola w organizacji lokalnej odegrała Nina Sankari z Warszawy. Sanal jest znany jako demaskator cudów i zabobonów, obecnie przebywa na wygnaniu z uwagi na oskarżenie o bluźnierstwo, które padło z ramienia arcybiskupa Mumbaju. W trakcie wizyty Sanal, którego stowarzyszenie liczy 100 tysięcy osób i organizuje światowe konferencje racjonalistów, dał wykłady w Szczecinie, Wrocławiu, Poznaniu, Warszawie, Katowicach i Krakowie, zapoznając Polaków z tematyką racjonalizmu, ateizmu i wolnomyślicielstwa w Indiach. Sanal jest wydawcą i PSR pracuje nad wprowadzeniem na rynek indyjski książek o Kazimierzu Łyszczyńskim i historii ruchów wolnomyślicielskich w Polsce. Na początku wizyty Sanala odbył się Panel o Bluźniercach w Warszawie na kanwie świeżo zapadłego na piosenkarce Dodzie wyroku o bluźnierstwo. W panelu wzięli udział profesorowie Hartman, Woleński i Krysztofiak, a także prezes Towarzystwa Humanistycznego Andrzej Dominiczak i prezes PSR Jacek Tabisz. W trakcie wizyty została podpisana umowa trójstronna między Polskim Stowarzyszeniem Racjonalistów a Indyjskim Stowarzyszeniem Racjonalistów oraz federacją Rationalist International[22]
- Jerry Coyne – na zaproszenie Polskiego Stowarzyszenia Racjonalistów, Klubu Sceptyków Polskich, portalu racjonalista.pl oraz Szkoły Wyższej Psychologii Społecznej gościł w Polsce prof. Jerry Coyne z University of Chicago. W czasie wizyty odbyły się wykłady prof. Jerry’ego Coyne’a w Warszawie oraz Krakowie. Profesor Coyne udzielił też wywiadu stacji telewizyjnej TVN[23].
- Dzień Obrony Wolności Słowa – odbył się 11 lutego 2012 roku we Wrocławiu i w Warszawie, w nawiązaniu do wydarzeń w Londynie. Londyńskie protesty zostały zainicjowane przez organizację One Law For All, są sponsorowane przez Richard Dawkins Foundation for Reason and Science, a wspierane przez wiele światowych organizacji racjonalistycznych, humanistycznych i wolnomyślicielskich. W Warszawie Dzień Obrony Wolności Słowa odbył się przed gmachem Sejmu RP. Organizatorką wydarzenia była Nina Sankari, członkini Zarządu oddziału warszawskiego PSR. Przemowa Niny Sankari obiegła sieć i przyczyniała się do popularności PSR w kręgach anglojęzycznych[24].
- Nagroda Syzyfa – projekt zainaugurowany w 2012 roku przez Belgijsko Flamandzkich Sceptyków jest europejskim nawiązaniem do nagrody Randiego, ustanowionej przez James Randi Educational Foundation. Każdy, kto dowiedzie, iż posiada zdolności paranormalne, może wygrać milion euro. Celem projektu jest wykazanie, iż, pomimo iż tyle się mówi o zdolnościach paranormalnych i tylu ludzi zarabia na ich rzekomym posiadaniu pieniądze, nagroda miliona euro jest nie do wygrania. Podobnie jak w przypadku fundacji Randiego, jest to sygnał pokazujący ludziom, że wszystkie osoby zarobkujące na bazie swoich paranormalnych talentów liczą na ludzką naiwność. Na Polskę koordynatorami Nagrody Syzyfa został Klub Sceptyków Polskich, oraz Polskie Stowarzyszenie Racjonalistów[25]. Wspólne projekty KSP i PSR są koordynowane przez prezesa PSR i obejmują różne akcje, w tym protesty przeciwko rosnącej pozycji jasnowidza Jackowskiego na polskich uniwersytetach.
- Imaginarium – projekt koordynowany przez Annę Korzeniowską Bihun z PSR Warszawa, polegający na dostarczaniu ciekawych zajęć dzieciom nie chodzącym na lekcję religii. Projekt obejmuje wspólne wyprawy do muzeów, galerii sztuki, udział w warsztatach[26].

### Ogólnopolskie Zjazdy Racjonalistów i Wolnomyślicieli/Festiwal Racjonalistyczny
Począwszy od 2006 r. Stowarzyszenie organizuje dorocznie Ogólnopolskie Zjazdy Racjonalistów i Wolnomyślicieli, w których uczestniczą przedstawiciele organizacji i ruchów racjonalistycznych, pro-laickich i wolnomyślicielskich. W 2008 r. impreza zmieniła nazwę na „Festiwal Racjonalistyczny”.
Lista Zjazdów/Festiwali:
- 6-8.10.2006 – Radzików – ok. 100 uczestników[27].
- 8-9.12.2007 – Warszawa – ok. 120 uczestników[28]
- 6-7.12.2008 – Kraków[29]
- 21-22.03.2009 – Warszawa[30]
- 5-6.12.2009 – Pobierowo[31]
- 11-12.12.2010 – Wrocław[32]
- 08-09.2011 – Łódź[33]
- 01-02.12.2012 – Warszawa[34]

### Nagrody Racjonalista Roku
Stowarzyszenie przyznaje nagrodę o powyższej nazwie. Nagrodą honoruje się osoby lub grupy osób, które poprzez swoją pracę lub postawę przyczyniają się do upowszechnienia postaw zdroworozsądkowych, sceptycznych i racjonalistycznych. Nagrody przyznano po raz pierwszy w 2006 r.
Lista nagrodzonych:
- 2006 – Małgorzata Koraszewska i Andrzej Koraszewski
- 2007 – Czesław Grzelak
- 2008 – Klasa 1d z IX LO w Łodzi
- 2009 – nie przyznano
- 2010 – Tomasz Witkowski[36]
- 2011 – Jerzy Vetulani[37]
- 2012 – Andrzej Gregosiewicz[38]
- 2013 – Jerry Coyne[39] i Maciej Psyk[40]

### Patronaty
PSR patronowało publikacjom książkowym:
- Christopher Thomas Scott, Czas komórek macierzystych, Centrum Kształcenia Akademickiego, Gliwice 2008;
- Burt Guttman, Ewolucjonizm, CKA, Gliwice 2008.
- Pod patronatem PSR i racjonalista.pl ukazała się książka „Humanizm ewolucyjny” Michaela Schmidt-Salomona, Dobra Literatura, Słupsk 2012.
- Patronat PSR i Towarzystwa Humanistycznego: Michael Schmidt-Salomon, Helge Nyncke, Jak jeżyk z prosiaczkiem Boga szukali i co z tego wynikło, Instytut Wydawniczy „Książka i Prasa”, Warszawa 2012
- Patronat PSR i Towarzystwa Kultury Świeckiej: J.Anderson Thomson Jr., Clare Aukofer, Dlaczego wierzymy w boga (-ów). Krótki przewodnik po nauce o wierze. Wydawnictwo Błękitna Kropka, Nysa 2013
- Patronat PSR i Towarzystwa Humanistycznego: Michael Schmidt-Salomon, Poza dobrem i złem, Wydawnictwo Dobra Literatura, Słupsk 2013

## Partnerzy
- IHEYO
- Szkockie Towarzystwo Humanistyczne
- Towarzystwo Kultury Świeckiej im. Tadeusza Kotarbińskiego
- Stowarzyszenie na rzecz Państwa Neutralnego Światopoglądowo Neutrum
- Niemieckie Stowarzyszenie Humanistów
- Atheist Alliance International
- Indian Rationalist Association
- Towarzystwo Humanistyczne
- Klub Sceptyków Polskich
- Fundacja Wolność od Religii